# Josef Anton Köpfle
Josef Anton Köpfle (* 7. September 1757 in Höfen, Tirol; † 14. Jänner 1843 ebenda) war ein österreichischer Maler.

## Leben

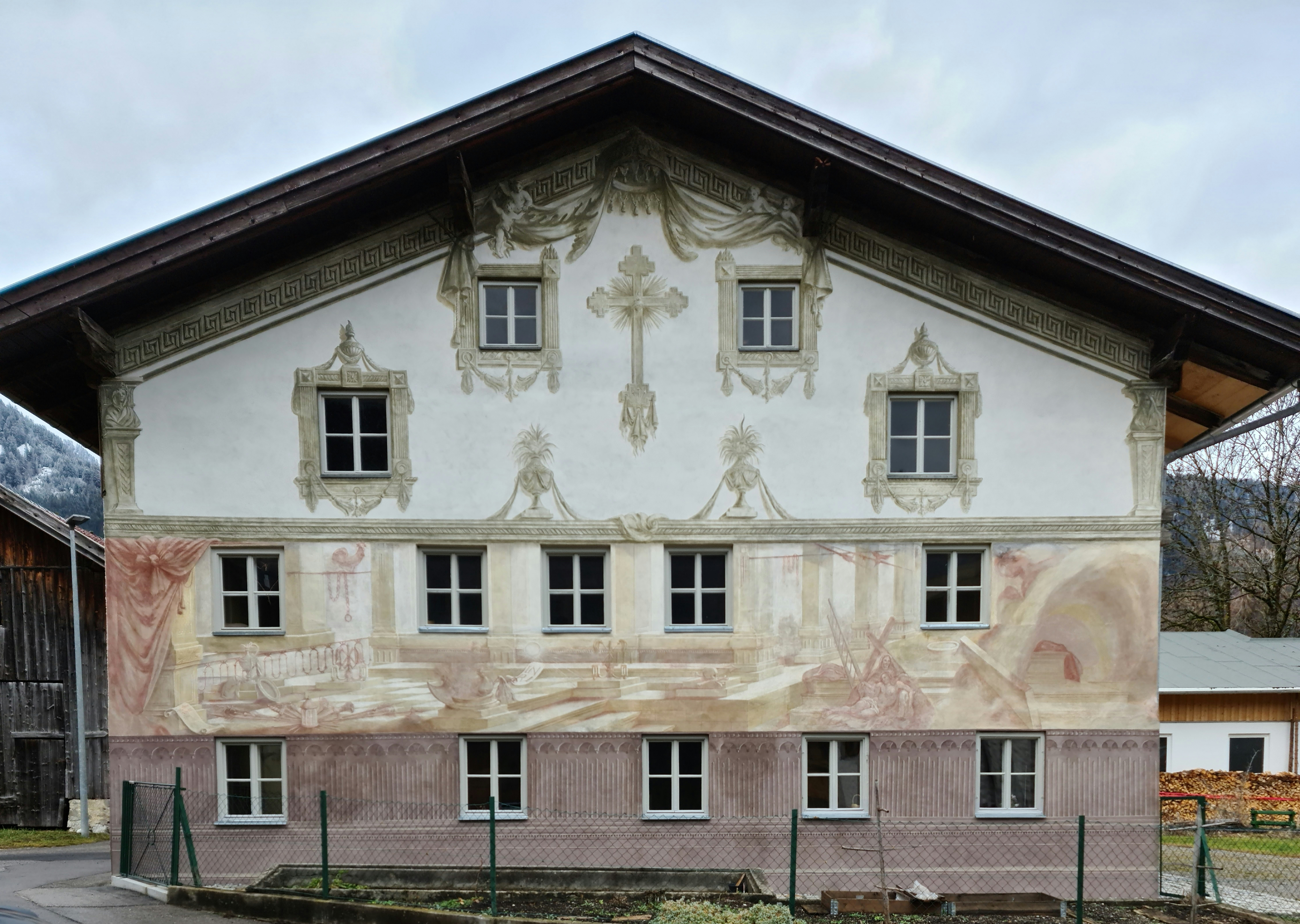
Wohnhaus Köpfles in Höfen mit von ihm geschaffenen Wandmalereien (1816)

Köpfle machte zunächst eine Lehre als Maurer und lernte dann bei Franz Anton Zeiller (nach anderen Angaben bei Johann Jakob Zeiller) die Malerei. Von 1787 bis 1789 studierte er an der Reichsstädtischen Kunstakademie in Augsburg. Danach ließ er sich als Maler in seinem Heimatort nieder und heiratete Kreszentia Pohler. Mit ihr hatte er sechs Kinder. Er schuf Fresken und Ölbilder und insbesondere perspektivische Architekturmalereien. Sein erstes bekanntestes Werk ist die Darstellung des Letzten Abendmahls (1793). Dieses Bild befindet sich heute im Museum im Grünen Haus in Reutte. Weil Köpfle im Jahr 1800 zur Verteidigung am Kniepaß eingesetzt werden sollte, versprach er die Ausmalung der Kirche in seiner Heimatgemeinde in Höfen, wenn er von diesem Dienst verschont werde. Ab 1805 verschönerte er viele Hausfassaden im Tiroler Außerfern, 1816 auch die seine Wohnhauses. Er starb hochbetagt am 14. Januar 1843.
Sein gleichnamiger Sohn Joseph Anton Köpfle (1807–1879) wurde ebenfalls Maler. Von ihm sind einige Heilige Gräber im Außerfern bekannt.

## Werke (Auswahl)

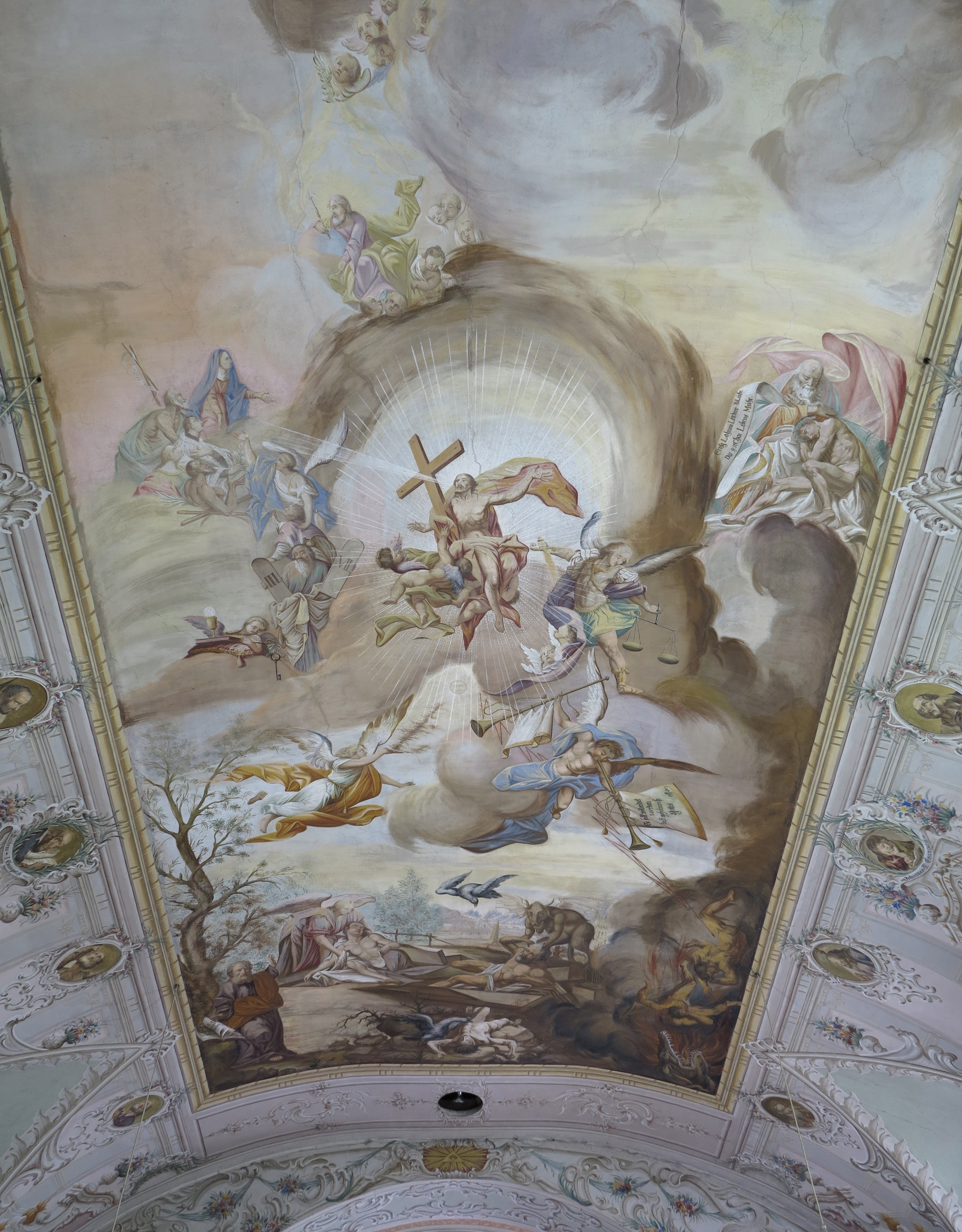
Deckenfresko in der Pfarrkirche Elmen, 1801/02

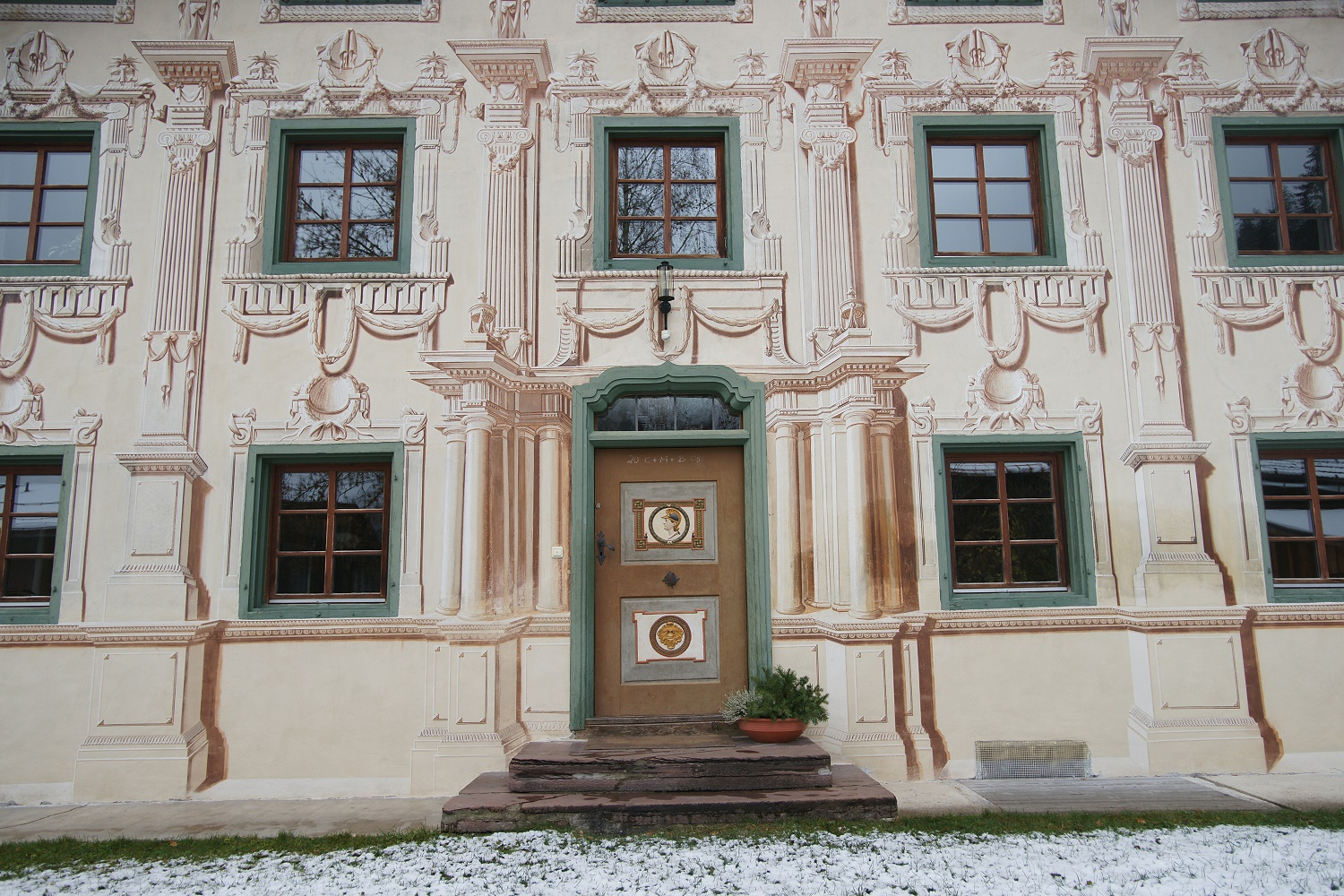
Scheinarchitektur am Schwesternhaus in Elbigenalp, um 1820

- Fassadenmalerei und Sonnenuhr, Falgerhaus, Holzgau, 1796 (zugeschrieben)[4]
- Fassadenmalerei, Gasthof Schwarzer Adler, Reutte, um 1800 (zugeschrieben)[5]
- Fassadenmalerei, Geamahaus, Holzgau, um 1800[6]
- Seitenaltarblätter in der Filialkirche in Forchach, 1800[7]
- Deckenfresken, Filialkirche Mariahilf, Höfen, 1800[8]
- Deckenfresken und zwei Seitenaltarblätter, Pfarrkirche Elmen, 1801[9]
- Seitenaltarbild in der Kirche Maria Schnee in Lähn, 1805[10]
- Seitenaltarbilder in der Kirche St. Sebastian in Hägerau, um 1805[11]
- Sechs Medaillons aus der Lauretanische Litanei, ehemals in der Kirche in Höfen, nun im Museum im Grünen Haus in Reutte bzw. im ehemaligen Franziskanerkloster in Reutte[12]
- mehrere Gemälde im ehemaligen Franziskanerkloster in Reutte[13]
- zahlreiche Skizzen und Entwürfe im Museum im Grünen Haus in Reutte[14]
- ehemaliges Altarblatt in der Kirche St. Johannes Baptist in Vorderhornbach (1945 zerstört)[15]
- Fassadenmalerei, Köpflehaus (Köpfles Wohnhaus), Höfen, 1816[16]
- hl. Antonius am Haus Nr. 13 in Elmen (jetzt im Zunftmuseum in Bichlbach)[17]
- Fassadenmalerei, Widum Holzgau, um 1820[18]
- Fassadenmalerei, Falgerhaus, Elbigenalp, um 1820[19]
- Fassadenmalerei, Schwesternhaus, Elbigenalp, um 1820[20]
- Ostergrab, Pfarrkirche Häselgehr, 1828[21]